# Giuseppe Pelosi
Giuseppe Pelosi, detto Pino (Roma, 28 giugno 1958 – Roma, 20 luglio 2017) è stato un criminale italiano, riconosciuto con sentenza definitiva quale colpevole dell'omicidio dello scrittore e regista Pier Paolo Pasolini, avvenuto nella notte tra il 1º e il 2 novembre 1975.

## Biografia
Vissuto nella frazione di Setteville di Guidonia Montecelio, non lontano da Roma, era conosciuto come Pelosino per via dell'aspetto imberbe. Durante il processo per l'omicidio di Pasolini, la stampa lo ribattezzò Pino "la rana" per gli occhi gonfi, probabilmente per le lacrime o per le percosse ricevute durante l'interrogatorio in carcere. Ha frequentato la scuola fino alla 2ª media; all'epoca del processo per l'omicidio di Pasolini era noto alla Polizia come "un ragazzo di vita", cioè dedito a espedienti, piccoli furti e prostituzione maschile.

### L'omicidio di Pasolini e la prima versione del delitto
Il 1º novembre 1975, intorno alle ore 22:30, Pelosi, 17 anni, si trova di fronte alla stazione Termini, in Piazza dei Cinquecento, insieme a tre amici più grandi di lui: Salvatore Deidda, 19 anni, ferraiolo, Claudio Seminara, 19 anni, lucidatore, e Adolfo De Stefanis, 19 anni, operaio alla Breda BHB, soprannominato "lo sburracchione" a causa dell'acne. Nelle prime deposizioni rese, Pelosi dichiarerà falsamente di non ricordarsi i cognomi dei suoi amici per non coinvolgerli. Il gruppo di ragazzi si reca presso il bar-tabaccheria Dei (noto anche come Gambrinus) all'angolo di Piazza della Repubblica, dove Pelosi entra con uno degli amici a consumare un tè; uscendo dal bar, nota un gruppo di persone a lui note, insieme ad un altro dei suoi amici, che conversa con un uomo seduto a bordo di un'Alfa Romeo Giulia 2000 GT Veloce grigio metallizzata, targata ROMA K69996: si tratta del cinquantatreenne Pier Paolo Pasolini. Lo scrittore invita Adolfo a salire sull'auto per "fare un giretto", ma Adolfo rifiuta, quindi Pasolini si rivolge a Pino, che accetta.
Alle ore 23:00 Pasolini porta Pelosi alla trattoria Al biondo Tevere, dove gli offre una cena composta da un piatto di spaghetti aglio, olio e peperoncino e da un petto di pollo, in quanto il giovane avrebbe riferito allo scrittore di essere affamato. Mentre Pelosi mangia, Pasolini sorseggia una birra. I due parlano in modo fitto, ma con tono tranquillo. Alle 23:40 Pasolini e Pelosi lasciano la trattoria e si recano a Ostia, nei pressi dell'Idroscalo del Lido di Roma, in uno sterrato accanto a un campetto di calcio, fermandosi durante il tragitto a fare benzina presso un distributore self service. Poco meno di due ore dopo, alle 1:30 del 2 novembre 1975, il giovane viene fermato da una pattuglia dei Carabinieri sul Lungomare Duilio di Ostia mentre sta guidando l'Alfa contromano a folle velocità.
Inizialmente accusato solo di furto d'auto, al primo interrogatorio Pelosi confessa di aver rubato la vettura nei dintorni del cinema Argo, nel quartiere Tiburtino, ma più che dell'accusa di furto sembra preoccupato che venga ritrovato all'interno dell'abitacolo un anello che sostiene di aver perso, un grosso anello con la scritta "United States Army". I carabinieri cercano l'anello nell'auto, senza trovarlo: verrà successivamente rinvenuto a fianco del corpo di Pasolini. Ci sono però tutti i documenti da cui risulta che l'auto rubata è di proprietà dello scrittore. L'auto viene portata in un'autorimessa e i carabinieri sul sedile posteriore trovano un vecchio pullover verde consumato, assieme al giubbotto e al maglione di Pelosi e ad un plantare per una scarpa destra numero 41.
Pelosi viene trasferito nel carcere minorile di Casal del Marmo, dove al compagno di cella confessa: "Ho ammazzato Pasolini". Pelosi, nel verbale redatto a mano dai carabinieri che l'hanno fermato quella sera, afferma che l'anello perduto glielo avrebbe donato un certo Johnny. "Johnny lo Zingaro" è il soprannome di un criminale di nome Giuseppe Mastini, reo confesso di un altro delitto commesso nello stesso periodo a Roma ed internato nel carcere minorile di Casal del Marmo, di cui però Pelosi nega di essere amico.
Il 5 novembre 1975 Pelosi viene interrogato, descrivendo come sarebbe stato "agganciato" da Pasolini alla Stazione Termini e di come all'Idroscalo il loro incontro sarebbe degenerato. Sarebbe sorto un duro alterco per via di una prestazione sessuale desiderata da Pasolini e che Pelosi non intendeva concedergli, sfociato in una feroce colluttazione. Pelosi sostiene anche che lo scrittore l'avrebbe colpito per primo con un bastone, e che lui si sarebbe difeso colpendolo a sua volta con una tavola di legno (un'insegna che indica scritta a mano il nome della via, "via dell'Idroscalo n.93") e poi, lasciatolo a terra, sarebbe fuggito con l'auto. La morte di Pasolini sarebbe dunque stata involontaria in quanto provocata dal fatto che l'Alfa ha investito il poeta durante la fuga di Pelosi, schiacciandogli il torace e rompendogli il cuore. Pelosi sostiene anche che non vi fossero altre persone sul luogo del delitto.
Il 10 dicembre 1975 Pelosi fu rinviato a giudizio al tribunale dei minori per omicidio volontario, furto d'auto e atti osceni in luogo pubblico. Il processo a Pelosi imputato di «omicidio nella persona di Pier Paolo Pasolini» si apre il 2 febbraio 1976 al Tribunale per i minorenni di Roma. La famiglia Pasolini si costituì parte civile difesa dagli avvocati Guido Calvi e Nino Marazzita. Il giudice Carlo Alfredo Moro (fratello di Aldo Moro) respinse la perizia del Professor Aldo Semerari (criminologo legato agli ambienti della destra eversiva) che giudicava Pelosi incapace di intendere e di volere, avanzata dalla difesa del ragazzo.
Al processo che si concluse il 26 aprile 1976, il pubblico ministero Giuseppe Santarsiero chiese una condanna a 10 anni, 9 mesi e 10 giorni di reclusione. La corte decise di condannare Pelosi a 9 anni, 7 mesi e 10 giorni e a 30.000 lire di multa per atti osceni, furto aggravato e «omicidio volontario in concorso con ignoti». Più precisamente Moro scrisse: «Ritiene il collegio che dagli atti emerga in modo imponente la prova che quella notte all'Idroscalo il Pelosi non era solo». Il giovane omicida era reo confesso, ma per omicidio colposo.
Il processo di appello richiesto dall'imputato e dal procuratore generale fu celebrato dal 1º al 4 dicembre 1976 dalla sezione per i minorenni della Corte di Appello di Roma e vide Pelosi assolto dai reati di atti osceni e furto, ma venne confermata la condanna di omicidio. Riesaminati tutti gli elementi però la Corte ritenne «estremamente improbabile, per tutte le cose dette, che Pelosi possa avere avuto uno o più complici». Un omicidio esito di una classica lite tra omosessuali e prostituti.
La sentenza divenne definitiva per volontà della Corte di Cassazione il 26 aprile 1979 che confermò la sentenza. Internato a Civitavecchia, Pelosi il 26 novembre 1982 otterrà la semilibertà e il 18 luglio 1983 la libertà condizionata.
L'11 gennaio 1984 viene arrestato nuovamente, con l'accusa di aver rapinato un furgone postale nel luglio precedente, ma sei mesi dopo verrà assolto per insufficienza di prove. Nell'agosto 1984 viene sorpreso a svaligiare un appartamento, mentre il 7 dicembre 1985 viene nuovamente arrestato con altri per tentata rapina. Continuerà a delinquere fino ad una rapina commessa il 1º settembre 2000.

### Le varie ritrattazioni della confessione
Nel 1995, dopo vent'anni di silenzio, pubblicò l'autobiografia Io, angelo nero, per la casa editrice Sinnos con prefazioni dello psicologo giuridico che lo seguì in carcere Gaetano De Leo e di Dacia Maraini: Pelosi sostanzialmente continua con minime differenze a sostenere la versione del 1975 di non aver mai visto Pasolini prima di quella sera e di essere stato l'unico responsabile dell'omicidio avendo agito in un momento di panico. Dieci anni dopo ancora, tornerà a far parlare di sé ritrattando più volte e in modo contraddittorio la propria versione dei fatti riguardo alla notte della morte dello scrittore.
Il 7 maggio 2005 Pelosi affermò nella trasmissione televisiva della Rai Ombre sul giallo, in contraddizione con la sua confessione in fase processuale, di non aver partecipato di persona all'aggressione di Pasolini, ma che questa fu effettuata da tre persone, a lui sconosciute, che parlavano con accento siciliano e che si sarebbero accanite con bastoni e catene contro il poeta, dopo averlo malmenato e terrorizzato tanto da impedirgli di prestare soccorso al Pasolini. L'avvocato Marazzita, presente alla trasmissione, chiederà poi formalmente la riapertura del caso alla Procura di Roma come "atto dovuto", ma il caso riaperto verrà subito riarchiviato perché si scoprirà che Pelosi fu pagato per andare alla trasmissione.
Nel settembre 2011, nella sua seconda autobiografia, Io so... come hanno ucciso Pasolini: Storia di un'amicizia e di un omicidio, scritto in collaborazione con Alessandro Olivieri e Federico Bruno, Editore: Vertigo. Collana: Polis, Pelosi racconta di non aver incontrato per la prima volta Pasolini la sera del 1º novembre 1975 in Piazza dei Cinquecento, ma ammette di aver conosciuto il poeta all'inizio dell'estate e di averlo frequentato con una certa assiduità. Pino nel libro parla in termini completamente diversi di Pier Paolo Pasolini, nelle sue descrizioni Paolo non è più quella belva feroce affamata di sesso che lo voleva picchiare, sodomizzare e forse uccidere, ma lo definisce "un galantuomo".
A giustificazione della sua reticenza e dell'essersi accollato la responsabilità dell'omicidio, Pelosi affermò di essere stato minacciato di morte assieme ai suoi genitori da parte di uno degli aggressori, e di aver pertanto atteso fino alla morte per cause naturali di questi ultimi, per poter iniziare a parlare.
Nella nuova versione infatti, Pelosi parla di due giovani "dall'accento siciliano", indicazione che con altre sembra collimare con le prime ipotesi degli inquirenti, i quali attribuivano complicità nel delitto ai fratelli Franco e Giuseppe Borsellino, di 13 e 15 anni, detti "bracioletta" e "braciola", criminali comuni catanesi del Tiburtino e noti nel mondo della malavita, militanti nel MSI e caratterizzati da simpatie politiche di estrema destra, dediti al traffico di stupefacenti, tossicomani e morti di AIDS negli anni novanta. Effettivamente il 14 febbraio 1976 i giovani furono arrestati su indicazione del maresciallo Renzo Sansone, sotto copertura tra una compagnia di delinquenti di Casal Bruciato, al quale Giuseppe confidò di aver partecipato al delitto Pasolini con il fratello. Tuttavia, una volta al commissariato entrambi negarono ogni addebito, sostenendo di aver inventato il tutto per conquistarsi una reputazione "da duri". Così, la loro confessione non entrò nel processo. Se così fosse, non si spiegherebbe perché confidarono a Sansone anche di avere molta refurtiva in casa, che fu poi effettivamente trovata. A far sì che i fratelli Borsellino fossero scarcerati fu il vice procuratore Guido Guasco che così facendo tolse ogni dubbio o sospetto sulla presenza di altre persone sul luogo del delitto lo stesso che poi impugnò la sentenza di appello e cassazione facendo togliere la dicitura “in concorso con ignoti” con una forzatura anomala e sospettosa di far apparire l’omicidio casuale e per mano di una sola persona. 
A seguito di un nuovo arresto per spaccio di droga nel 2005, Pelosi è stato affidato ai servizi sociali e ha svolto il lavoro di netturbino per il comune di Roma. In un'intervista rilasciata al blog di Beppe Grillo nel giugno 2009, Pelosi afferma l'estraneità ai fatti del delitto Pasolini di colui che è stato più volte sospettato come quarto uomo in tale circostanza, il criminale ergastolano Giuseppe Mastini, noto alla cronaca come "Johnny lo Zingaro", che fu suo amico e compagno di prigione nel 1976. Mastini era uscito dal carcere il giorno prima del delitto e non esistono prove che, per quanto leggermente claudicante, portasse anche un plantare, sul quale non è stato, ad ogni modo, trovato il suo DNA. Pelosi sostenne nella prima deposizione (1975/1) che l'anello ritrovato fosse di sua proprietà e di averlo acquistato da un assistente di volo dell'Alitalia che lo aveva precedentemente comprato negli Stati Uniti.
Pelosi è tornato libero dopo l'estinzione della pena il 23 settembre 2009.
Una nuova inchiesta della magistratura romana sul delitto Pasolini, durata dal 2010 al 2015, si è conclusa con la richiesta di archiviazione da parte della Procura della Repubblica in quanto i nuovi reperti biologici esaminati non consentivano l'identificazione di altre persone e non potevano essere univocamente collegati all'evento delittuoso.
Nel 2016 è stata avanzata una nuova richiesta di riapertura delle indagini, anch'essa rigettata dalla Procura di Roma.

### La morte
Affetto da un tumore alla vescica, nel 2016 Pelosi è stato sottoposto a un intervento chirurgico. Il tumore si è poi esteso ai polmoni, portandolo alla morte il 20 luglio 2017 all'età di 59 anni presso il Policlinico "Gemelli" di Roma.

## Filmografia
- Pasolini, un delitto italiano, regia di Marco Tullio Giordana - film (1995)
- La notte quando è morto Pasolini, regia di Roberta Torre - documentario (2009)
- Pasolini, la verità nascosta, regia di Federico Bruno - film (2012)
- Pasolini, regia di Abel Ferrara - film (2014)
- La macchinazione, regia di David Grieco - film (2016)

## Programmi televisivi
- Storie maledette. Ho ucciso Pasolini di Franca Leosini, regia di Piero Berengo Gardin (Rai 3, 1994).
- Ombre sul giallo. Non sono io l’assassino di Pasolini di Franca Leosini, regia di Maurizio Amici (Rai 3, 2005).
- Storie maledette. Pasolini, quel corpo senza pace di Franca Leosini, regia di Fabio Vannini (Rai 3, 2014).
- Storie maledette. Delitto Pasolini. Nella tomba con Pelosi, il mistero di quei nomi di Franca Leosini, regia di Graziano Paiella (Rai 3, 2017).

## Opere
- Io, angelo nero, Roma, Sinnos, 1995. ISBN 88-86061-12-9.
- Io so... come hanno ucciso Pasolini, in collaborazione con l'avvocato Alessandro Olivieri e il regista Federico Bruno, Roma, Vertigo, 2011. ISBN 978-88-6206-031-8.